# Budova RMK-Promet

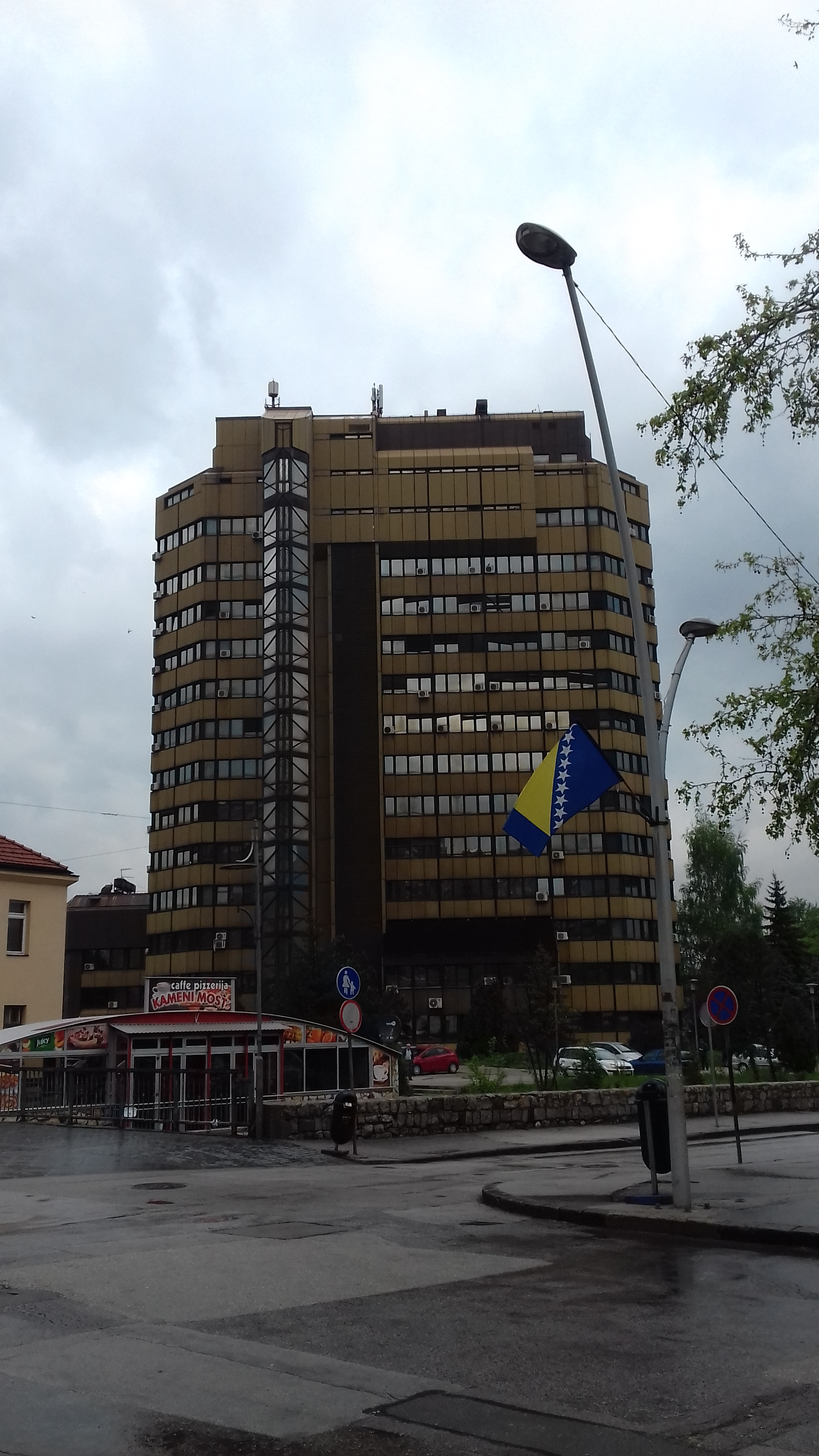
Pohled na budovu.

Budova RMK-Promet je výšková budova, která se nachází ve městě Zenica v Bosně a Hercegovině. Svůj název má podle společnosti, která ji v 80. letech 20. století nechala vybudovat. Její adresa je Kuzčukovići 2.
Výšková budova s nápadnou zlatavou a hnědou fasádou byla vybudována v druhé polovině 80. let 20. století. Dokončena byla roku 1989 jako první skutečně reprezentativní výškový objekt v tehdejším průmyslovém městě. Podle původního rozhodnutí z r. 1985 měly stavební práce trvat pouhý rok, nicméně došlo k zpoždění o čtyři léta.
V současné době v budově sídlí regionální vláda Zenicko-dobojského kantonu a další instituce. V roce 2014 byla budova během sociálních nepokojů v Bosně napadena demonstranty a částečně poškozena.